# Yrjö Liipola
Yrjö Liipola, né le 22 août 1881 à Koski Tl et mort le 26 mars 1971, est un sculpteur finlandais.

## Carrière
Liipola étudie la sculpture à l'école de dessin de Turku, à l'Académie des beaux-arts de Florence ainsi qu'à Berlin et Paris.
Ses activités contre l'obligation de service militaire lui valent des difficultés avec les autorités du pouvoir tsariste et il doit quitter le pays. En 1904, il s'installe en Hongrie dans le cadre d'un échange avec Koski Tl, il revient en Finlande en 1934.
Le 17 septembre 1910, il épouse Mara Förster à la mairie de Pécs sa ville de naissance.
En marge de son travail de sculpteur, il est Consul de Finlande en Hongrie et Consul de Hongrie en Finlande.
Il traduit aussi des œuvres littéraires du hongrois en finnois.
Il reçoit le titre de professeur en 1952.
En 1956, Liipola offre sa collection d’œuvres d'art à son ancienne commune Koski Tl. 
La collection est exposée au Musée Yrjö Liipola (fi).
Kauniainen a nommé une rue Yrjö Liipolan tie en sa mémoire.
En 2009, une plaque commémorative en son honneur a été dévoilée sur la place Vörösmarty de Budapest.
Une exposition permanente portant son nom est ouverte au Château Amadé–Bajzáth–Pappenheim (hu) en Hongrie.

## Œuvres
Ses œuvres les plus connues sont
- Huutolaispoika, 1901
- Vaaniskelija, Budapest
- Statue de la liberté, 1922, Joensuu
- Carélie libérée, 1922, Musée d'Art Hiekka , Tampere
- Statue de la tombe d'Oskar Merikanto, Helsinki
- Tellervo, fille de Tapio, Parc de Diane, Helsinki 1928
- Le garçon de la forêt, Viipuri 1932
- Statue de Josef Julius Wecksell, Turku 1934
- Ylösnousemus, Tampere
- Statue de la Finlande libre, Vaasa 1938
- Mémorial du naufrage du HL Kuru (fi), Tampere 1940
- Statue tombale de Uuno Kailaa, Helsinki 1940
- Statue de Frans Hjalmar Nortamo, Pori 1941
- Statue du travail, Lahti 1946
- Paimenpoika, Tampere 1947
- Statue tombale du conseiller Erikson, Mariehamn 1948
- Statue de Juho Kusti Paasikivi, Helsinki
- Statue de Per Brahe 1954, Kajaani[5]
- Rypäletyttö, Helsinki
- Statue aux héros de la guerre de libération, Loimaa 1921
- Buste de Kustaa Hiekka, Musée d'Art Hiekka, Tampere

Yrjö Liipola a aussi réalisé les monuments en mémoire des héros de la guerre, entre-autres à Halikko (1921), Kauniainen (1941), Koski Tl (1947), Loimaa (1948), Lapua, Lieto (1949), Perniö (1942), Rajamäki (en) et Turku (1923).

## Galerie

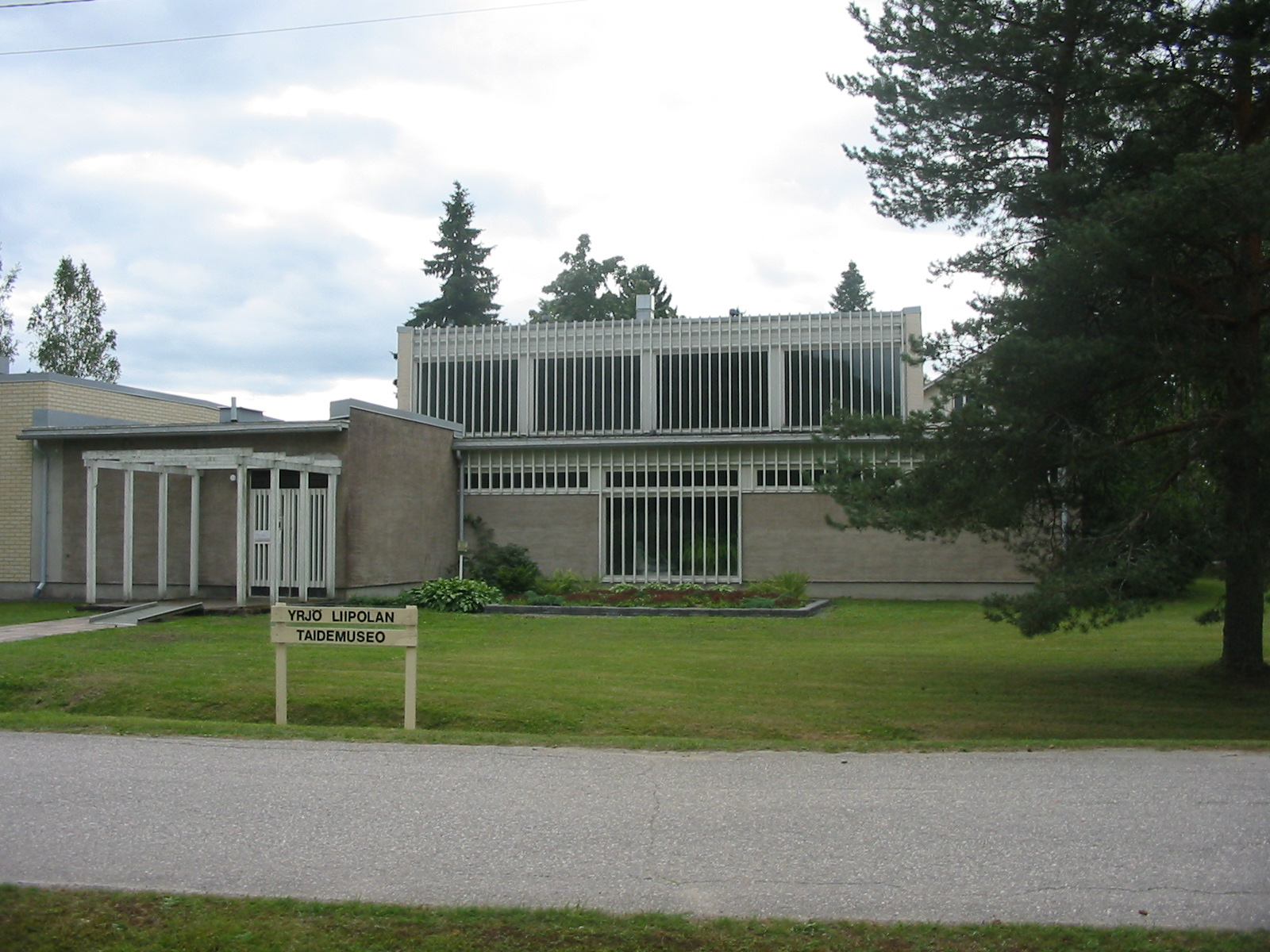
Le musée Yrjö Liipola à Koski.
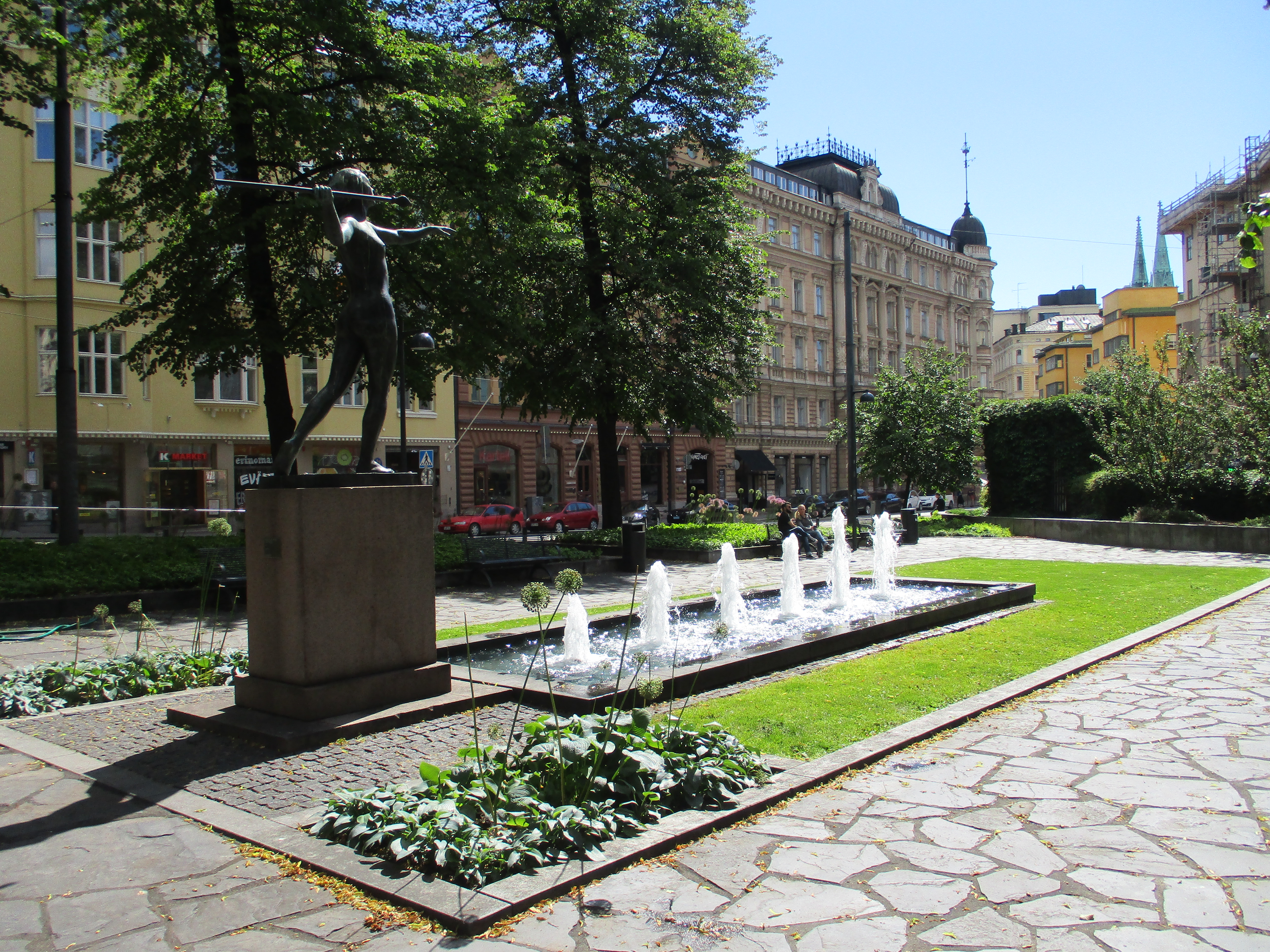
Tellervo, au parc de Diane.